# Dryandra
- Commons
- Wikispecies

Dryandra é um género botânico pertencente à família Proteaceae.